# 高瑤
高瑤，字庭堅，閩縣人。明朝官員。

## 生平
景泰七年（1456年），高瑤中式丙子科福建鄉試舉人，任湖廣荊門州州學訓導。成化三年（1467年），抗疏陳十事，其中包括追加明景帝廟號等。廷議久不決，經左庶子黎淳力爭作罷。但明憲宗感高瑤之言，最終恢復郕王帝號。
此後，高瑤陞任廣東番禺縣知縣，舉發太監韋眷私通番事，并沒收其貪污資產入公，因此招致誣陷。高瑤與布政使陳選一併被逮捕，士民泣送者堵塞道路。高瑤謫戍永州，得釋，卒。